# Draft de Expansión de la NBA de 1968
El Draft de Expansión de la NBA de 1968 fue la cuarta ocasión en la que la NBA ampliaba su número de equipos desde su creación, y se produjo por la aparición de dos nuevas franquicias en la liga, Milwaukee Bucks y Phoenix Suns, cuyas ciudades, Milwaukee y Phoenix, habían sido agraciadas el 22 de enero de 1968. La liga pasaba a tener 14 equipos.
Los Milwaukee Bucks lo formaron un grupo de inversores encabezados por Wesley Pavalon y Marvin Fishman, al que denominaron Milwaukee Professional Sports and Services, Inc. (Milwaukee Pro). Fueron la segunda franquicia en la historia que se establecía en la ciudad, tras los Milwaukee Hawks, que tras su paso por St. Louis acabaron convirtiéndose en los Atlanta Hawks. Entre los jugadores elegidos por la franquicia destacaron el número uno del draft de 1965, Fred Hetzel, el seis veces All-Star Larry Costello o el cinco veces All-Star Wayne Embry. Antes del draft, Costello se retiró debido a una lesión, siendo nombrado primer entrenador de la historia de la franquicia.
Los Phoenix Suns estaban formados por un grupo de inversores encabezado por Richard Bloch. el antigui entrenador de los Chicago Bulls y entrenador del año de la NBA Johnny Kerr fue elegido como el primer entrenador de la franquicia. Entre las elecciones de los Suns hubo dos territoriales, Gail Goodrich y George Wilson. Ocho de los jugadores del draft de expansión se unieron al equipo en su temporada inaugural, aunque sólo cinco jugaron más de una temporada para el equipo.

## Claves
| Pos.     | G    | F     | C     |
| Posición | Base | Alero | Pívot |

|  | Denota jugador miembro del Basketball Hall of Fame                                                 |
|  | Denota jugador que ha sido seleccionado al menos en un All-Star Game y un Mejor Quinteto de la NBA |
|  | Denota jugador que ha sido seleccionado al menos en un All-Star Game                               |

## Selecciones
| Jugador           | Pos. | Nacionalidad   | Equipo          | Equipo anterior        | Años en la NBA | Carrera con la franquicia | Ref.   |
| ----------------- | ---- | -------------- | --------------- | ---------------------- | -------------- | ------------------------- | ------ |
| Len Chappell+     | F/C  | Estados Unidos | Milwaukee Bucks | Detroit Pistons        | 6              | 1968–1970                 | [ 6 ]  |
| Larry Costello*   | G    | Estados Unidos | Milwaukee Bucks | Philadelphia 76ers     | 12             | —                         | [ 7 ]  |
| Johnny Egan       | G    | Estados Unidos | Milwaukee Bucks | Baltimore Bullets      | 7              | —                         | [ 8 ]  |
| Wayne Embry+      | F/C  | Estados Unidos | Milwaukee Bucks | Boston Celtics         | 10             | 1968-1969                 | [ 9 ]  |
| Dave Gambee       | F    | Estados Unidos | Milwaukee Bucks | San Diego Rockets      | 10             | 1968                      | [ 10 ] |
| Gary Gray         | G    | Estados Unidos | Milwaukee Bucks | Cincinnati Royals      | 1              | —                         | [ 11 ] |
| Fred Hetzel       | F/C  | Estados Unidos | Milwaukee Bucks | San Francisco Warriors | 3              | 1968-1969                 | [ 12 ] |
| Johnny Jones      | F    | Estados Unidos | Milwaukee Bucks | Boston Celtics         | 1              | —                         | [ 13 ] |
| Bob Love*         | F    | Estados Unidos | Milwaukee Bucks | Cincinnati Royals      | 2              | 1968                      | [ 14 ] |
| Jon McGlocklin+   | G/F  | Estados Unidos | Milwaukee Bucks | San Diego Rockets      | 3              | 1968–1976                 | [ 15 ] |
| Jay Miller        | F    | Estados Unidos | Milwaukee Bucks | Atlanta Hawks          | 1              | 1968                      | [ 16 ] |
| Bud Olsen         | F/C  | Estados Unidos | Milwaukee Bucks | Seattle SuperSonics    | 6              | —                         | [ 17 ] |
| George Patterson  | F/C  | Estados Unidos | Milwaukee Bucks | Detroit Pistons        | 1              | —                         | [ 18 ] |
| Jim Reid          | F    | Estados Unidos | Milwaukee Bucks | Philadelphia 76ers     | 1              | —                         | [ 19 ] |
| Guy Rodgers+      | G    | Estados Unidos | Milwaukee Bucks | Cincinnati Royals      | 10             | 1968–1970                 | [ 20 ] |
| Tom Thacker       | G/F  | Estados Unidos | Milwaukee Bucks | Boston Celtics         | 4              | —                         | [ 21 ] |
| Bob Warlick       | G/F  | Estados Unidos | Milwaukee Bucks | San Francisco Warriors | 3              | 1968                      | [ 22 ] |
| Bob Weiss         | G    | Estados Unidos | Milwaukee Bucks | Seattle SuperSonics    | 3              | 1968                      | [ 23 ] |
| John Barnhill     | G    | Estados Unidos | Phoenix Suns    | San Diego Rockets      | 6              | —                         | [ 24 ] |
| Em Bryant         | G    | Estados Unidos | Phoenix Suns    | New York Knicks        | 4              | —                         | [ 25 ] |
| Gail Goodrich^    | G    | Estados Unidos | Phoenix Suns    | Los Angeles Lakers     | 3              | 1968–1970                 | [ 26 ] |
| Dennis Hamilton   | F    | Estados Unidos | Phoenix Suns    | Los Angeles Lakers     | 1              | —                         | [ 27 ] |
| Neil Johnson      | F/C  | Estados Unidos | Phoenix Suns    | New York Knicks        | 2              | 1968–1970                 | [ 28 ] |
| Dave Lattin       | F/C  | Estados Unidos | Phoenix Suns    | San Francisco Warriors | 1              | 1968-1969                 | [ 29 ] |
| Paul Long         | G    | Estados Unidos | Phoenix Suns    | Detroit Pistons        | 1              | —                         | [ 30 ] |
| Stan McKenzie     | G/F  | Estados Unidos | Phoenix Suns    | Baltimore Bullets      | 1              | 1968–1970                 | [ 31 ] |
| McCoy McLemore    | F/C  | Estados Unidos | Phoenix Suns    | Chicago Bulls          | 4              | 1968                      | [ 32 ] |
| Bill Melchionni   | G    | Estados Unidos | Phoenix Suns    | Philadelphia 76ers     | 1              | —                         | [ 33 ] |
| Dave Schellhase   | G    | Estados Unidos | Phoenix Suns    | Chicago Bulls          | 2              | —                         | [ 34 ] |
| Dick Snyder       | G/F  | Estados Unidos | Phoenix Suns    | Atlanta Hawks          | 2              | 1968–1969                 | [ 35 ] |
| Craig Spitzer     | C    | Estados Unidos | Phoenix Suns    | Chicago Bulls          | 1              | —                         | [ 36 ] |
| Bumper Tormohlen  | F/C  | Estados Unidos | Phoenix Suns    | Atlanta Hawks          | 5              | —                         | [ 37 ] |
| Dick Van Arsdale+ | G/F  | Estados Unidos | Phoenix Suns    | New York Knicks        | 3              | 1968–1977                 | [ 38 ] |
| Roland West       | G    | Estados Unidos | Phoenix Suns    | Baltimore Bullets      | 1              | —                         | [ 39 ] |
| John Wetzel       | G/F  | Estados Unidos | Phoenix Suns    | Los Angeles Lakers     | 1              | 1970–1972; 1975-1976      | [ 40 ] |
| George Wilson     | C    | Estados Unidos | Phoenix Suns    | Seattle SuperSonics    | 4              | 1968-1969                 | [ 41 ] |